# Hom (vissperma)

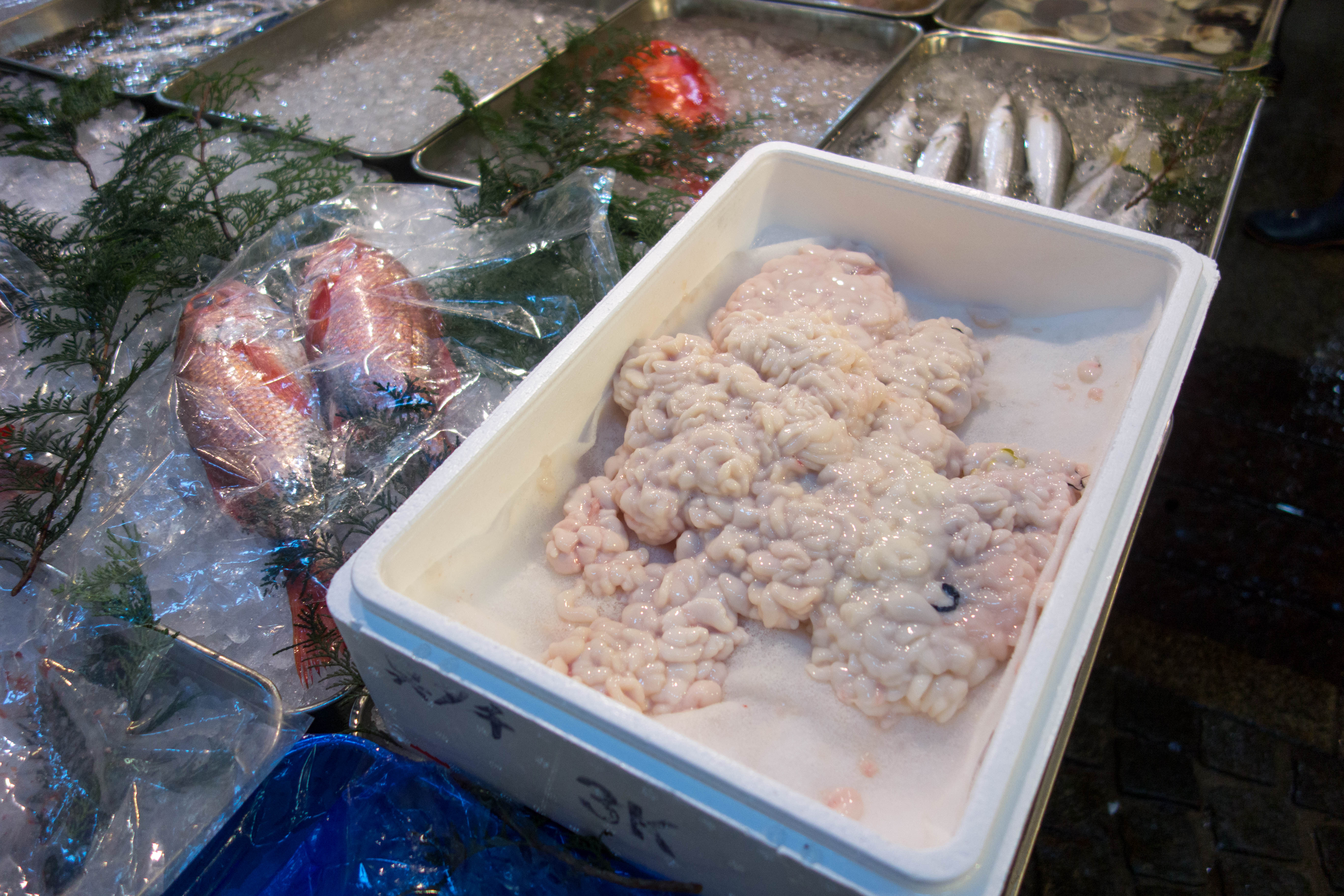
Hom (van spiering)

Hom is het sperma van mannelijke vissen.
Na een paringsdans schiet het vrouwtje kuit (= legt ze eitjes), waarna het mannetje de hom over de eitjes spuit.
Hom en kuit zijn eetbaar voor de mens.